# Cassie Campbell
Cassie Campbell,  född 22 november 1973 i Kanada, är en kanadensisk tidigare ishockeyspelare.

## Meriter[1]
- OS-guld 2002 i Salt Lake City i USA (Campbell var kapten i Kanadas lag)
- OS-guld 2006 i Turin i Italien
- OS-silver 1998 i Nagano i Japan